# Tornado over Kansas
Tornado sobre Kansas (en inglés: Tornado over Kansas), o simplemente El tornado, es un óleo sobre lienzo de 1929 del pintor regionalista estadounidense John Steuart Curry. Representa una escena dramática en la que una familia corre en busca de refugio cuando un tornado se acerca a su granja, y tiene conexiones compositivas con la pintura anterior de 1928 de Curry, Bautismo en Kansas. El artista se vio influenciado por el arte barroco y las fotografías de tornados. Desarrolló un miedo a los desastres naturales y una reverencia hacia Dios durante su infancia, los cuales parecen destacar en la pintura.
Después de su debut en 1930, Tornado sobre Kansas fue considerado un trabajo regionalista notable, pero a los nativos de Kansas no les gustó la elección del tema. Aunque la obra ganó premios y fue alabada por algunos, otros criticaron el estilo de pintura amateur de Curry. El trabajo de Curry mereció críticas de los pintores contemporáneos Stuart Davis y Thomas Hart Benton, y se han observado inconsistencias lógicas y errores técnicos en la composición. 
Tornado sobre Kansas se encuentra entre varias de las obras de Curry que representan desastres naturales en Kansas, incluida la pintura de 1930 Después del tornado y las litografías de 1932 El tornado. Se ha reproducido ampliamente en publicaciones, incluidas las revistas Time y Life, y es considerada entre las obras más conocidas de Curry. Desde 1935 la pintura ha permanecido en el Museo de Arte de Muskegon. 

## Descripción
El Tornado sobre Kansas, a veces denominado simplemente El tornado, muestra un tornado entrante que se eleva en el fondo como parte de una tormenta oscura. Una familia campesina angustiada de Kansas en primer plano se apresura a entrar en su búnker contra tornados. Más cerca de la entrada, está una madre con el rostro verde que acuna a su bebé y, al lado, un padre pelirrojo que apresura a su hija y le grita a sus otros dos retoños, quienes se distraen rescatando animales de granja: uno sostiene un gato negro y el otro trae una camada de cachorros seguidos de cerca por su madre. Se pueden ver caballos atemorizados más allá de los edificios de la granja. En medio de la tormenta y el caos, una gallina complaciente se niega a moverse.
La historiadora del arte Lauren Kroiz notó múltiples «perplejidades compositivas» en la pintura. El grupo parece salir corriendo del porche de su casa, pero la ubicación del hijo con el gato detrás de los escalones del mismo sugiere que la familia bajó por el camino cubierto de tablas de madera, tal vez desde la dependencia más allá de la casa. Sin embargo, una puerta de madera encadenada bloquea ese camino. Otros elementos desconcertantes incluyen la tina de metal al lado del porche que está llena y continúa recibiendo agua de una bajante, lo que indica lluvias recientes, pero ninguna otra parte de la escena parece húmeda. Finalmente, todas las figuras del cuadro proyectan sombras excepto, «inexplicablemente», la madre.
Tornado sobre Kansas se describe como un ejemplo de pintura regionalista: a mediados de la década de 1930, los críticos de arte identificaron cualquier representación de la vida cotidiana en el medio oeste rural como «regionalista». La obra ilustra una «representación directa» de la propia tierra del artista a favor de las «abstracciones introspectivas» de la pintura europea contemporánea,  que —según un artículo de 1934 del Time sobre la escena artística estadounidense contemporánea— eran cualidades características del regionalismo.

## Contexto

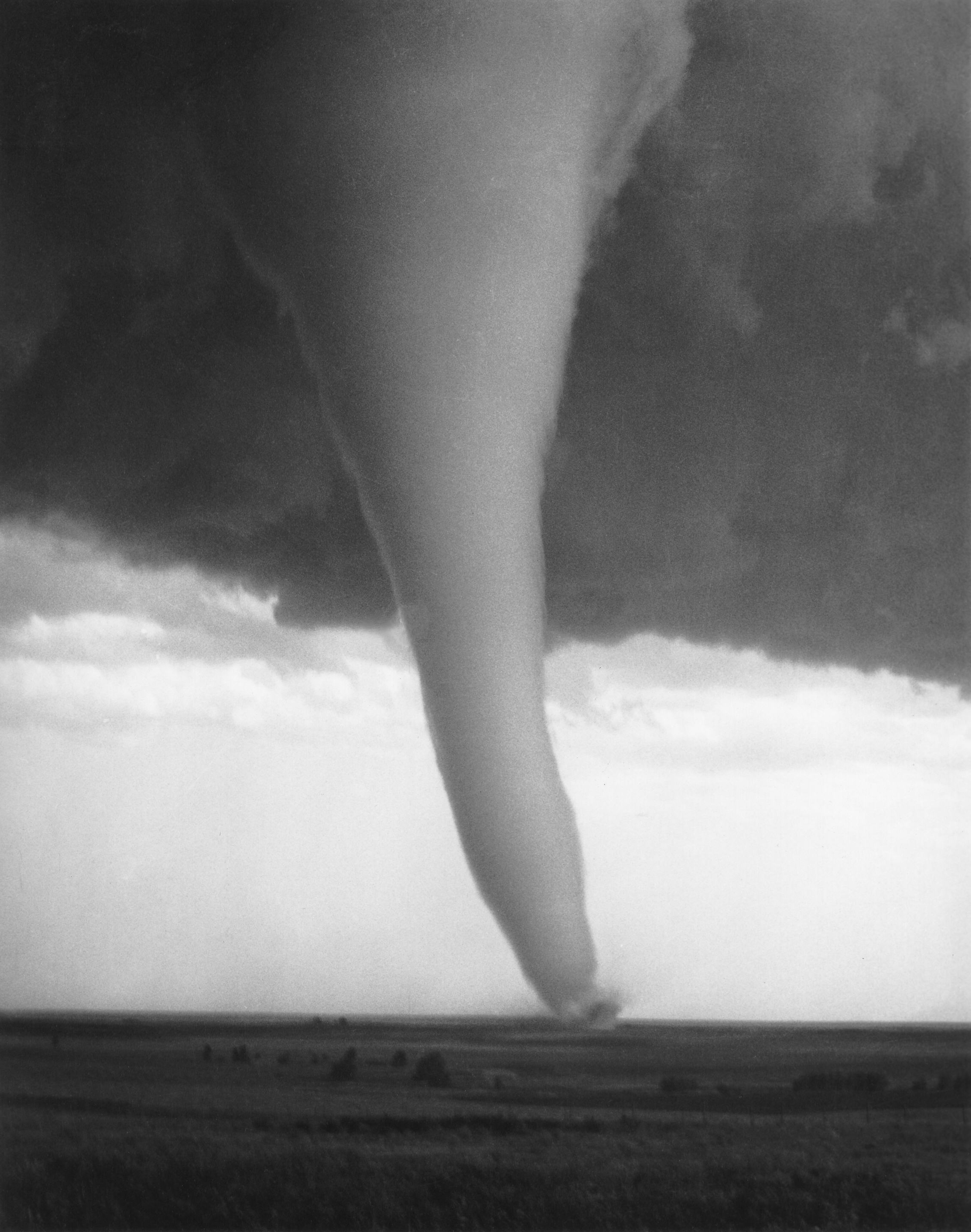
Fotografía del tornado de 1929 en Hardtner, Kansas, que pudo haber influido en Tornado over Kansas

John Steuart Curry nació en Dunavant, Kansas en 1897. En 1918 se mudó a Pensilvania para asistir al Geneva College, donde trabajó como ilustrador durante varios años. Obtuvo una reputación como pintor con su obra de 1928 Bautismo en Kansas, aclamada por la crítica. Curry no regresó a Kansas hasta 1929, cuando viajó desde su casa en Westport, Connecticut, para visitar la granja de su familia en Dunavant durante seis semanas. En esa estancia, el clima extremo y las tormentas de las praderas inspiraron a Curry a pintar Tornado sobre Kansas,  que terminó en el otoño de 1929. La viuda de Curry dijo que «nunca había presenciado un tornado en persona, pero probablemente estaba familiarizado con los relatos del poder destructivo de los mismos». Las fotografías del fenómeno meteorológico del 2 de junio de 1929 que pasó por Hardtner, Kansas, fueron las primeras en capturar claramente la forma del mismo y probablemente sirvieron como guía visual para el retratado por Curry en su obra. La forma de embudo que se ve en una fotografía se parece mucho a la del tornado de la pintura, y se cree que otra fotografía del tornado acercándose a un granero inspiró el diseño compositivo de la pintura.
Las tormentas y tornados no eran nuevos para Curry, tales desastres naturales lo habían asustado desde que era un niño. Dijo que se basó en experiencias de su infancia cuando su familia «solía ir al sótano antes de que llegara la tormenta». La historiadora del arte Irma Jaffe postuló que la educación religiosa cristiana evangélica de Curry lo llevó a interpretar estos fenómenos como «signos del castigo de Dios». Por lo tanto, Jaffe vio Tornado sobre Kansas como uno de los intentos de Curry de «controlar sus miedos a través de la expresión artística».
Los desastres naturales son un motivo común en el arte de Curry. Dibujó las ruinas de Winchester, Kansas, después del tornado de mayo de 1930, e hizo acuarelas de caballos aterrorizados por un rayo, una tormenta de polvo en Oklahoma y las secuelas de las inundaciones a lo largo del río Kansas durante los veranos de 1929 y 1930. La pintura que Curry realizó en 1929, Tormenta sobre el lago Otsego, se pintó poco después de Tornado sobre Kansas, y tiene cifras comparables a las de su predecesor.  Su obra de 1930 Después del tornado muestra a una muñeca sonriente e ilesa sentada en una silla en medio de los restos de una casa recientemente destruida por un tornado. En 1932, Curry produjo una serie de litografías conocidas como El tornado, que presentan a una familia refugiándose de una tormenta que se avecina. Una impresión de la serie se vendió por $ 13 750 USD en 2020, mientras que otras están en museos como el Museo Metropolitano de Arte, la Galería Nacional de Arte y el  Museo Whitney de Arte Estadounidense El paisaje de Curry realizado 1934, Línea de tormenta, contiene un sistema de nubes similar al de Tornado sobre Kansas. Además, un tornado reaparece detrás del abolicionista John Brown en el mural Preludio trágico de 1937 y 1942 del pintor.

## Interpretación

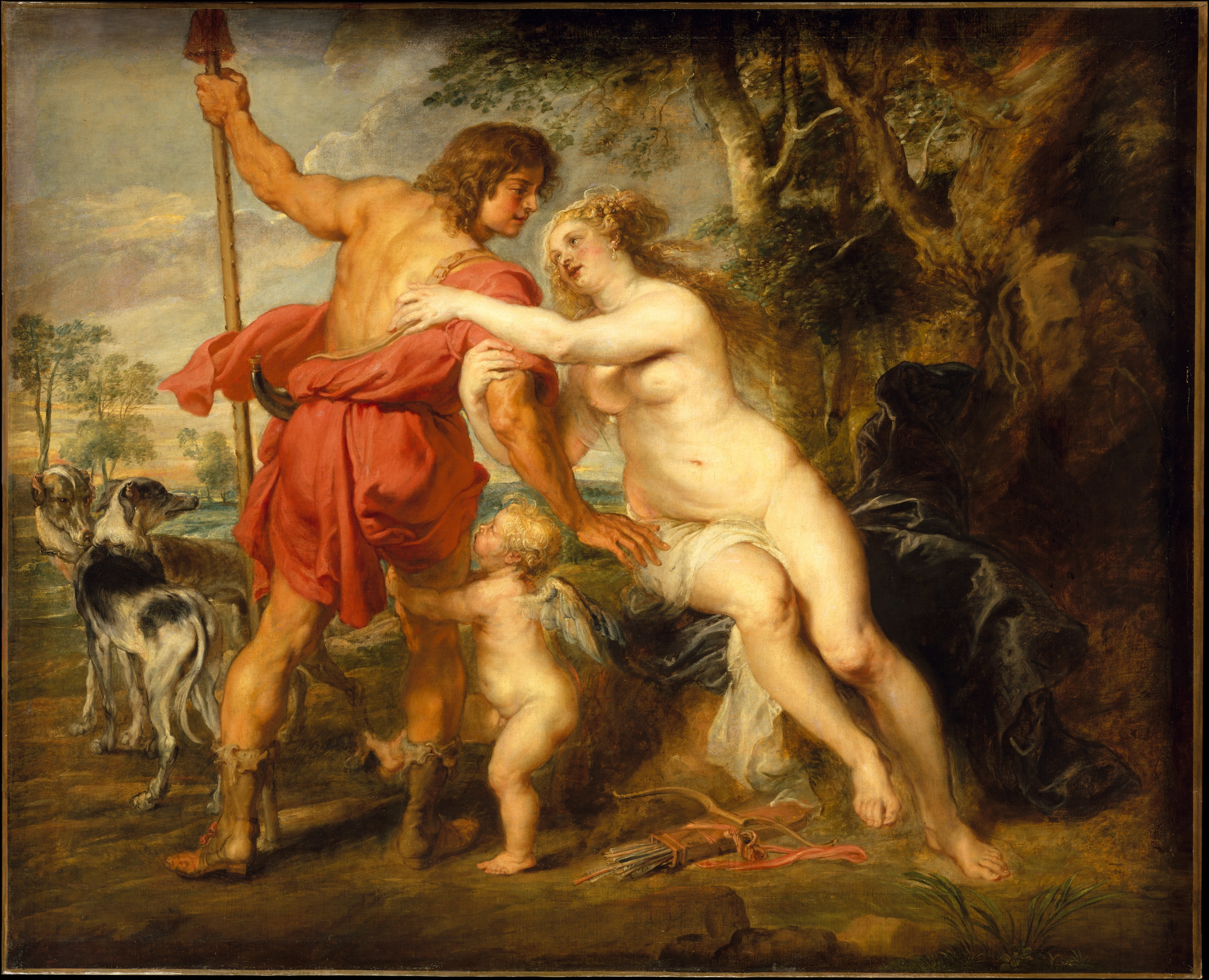
Venus y Adonis (1635), Pedro Pablo Rubens.

Según Kroiz, la composición es casi «teatralmente puesta en escena». El curador de arte Henry Adams interpretó el granero de la izquierda y el edificio anexo a la derecha como los coulisses, o pisos decorativos de un escenario. El sentido dramático de la pintura se intensifica al dar algunas de las figuras a otras para rescatar. Las figuras principales están pintadas como estereotipos de personajes: el padre es de hombros anchos y fuerte, mientras que la madre y la hija parecen temerosas e indefensas mientras miran hacia el padre. A pesar del peligro inminente, los dos hijos mayores priorizan agarrar a sus mascotas. Adams consideró que la escena era «una celebración o un desmembramiento de los valores familiares estadounidenses tradicionales». Contrariamente la interpretación del historiador de arte J. Gray Sweeney en la pintura es un logro del objetivo de Curry de «representar la lucha incesante del granjero estadounidense contra las fuerzas de la naturaleza».

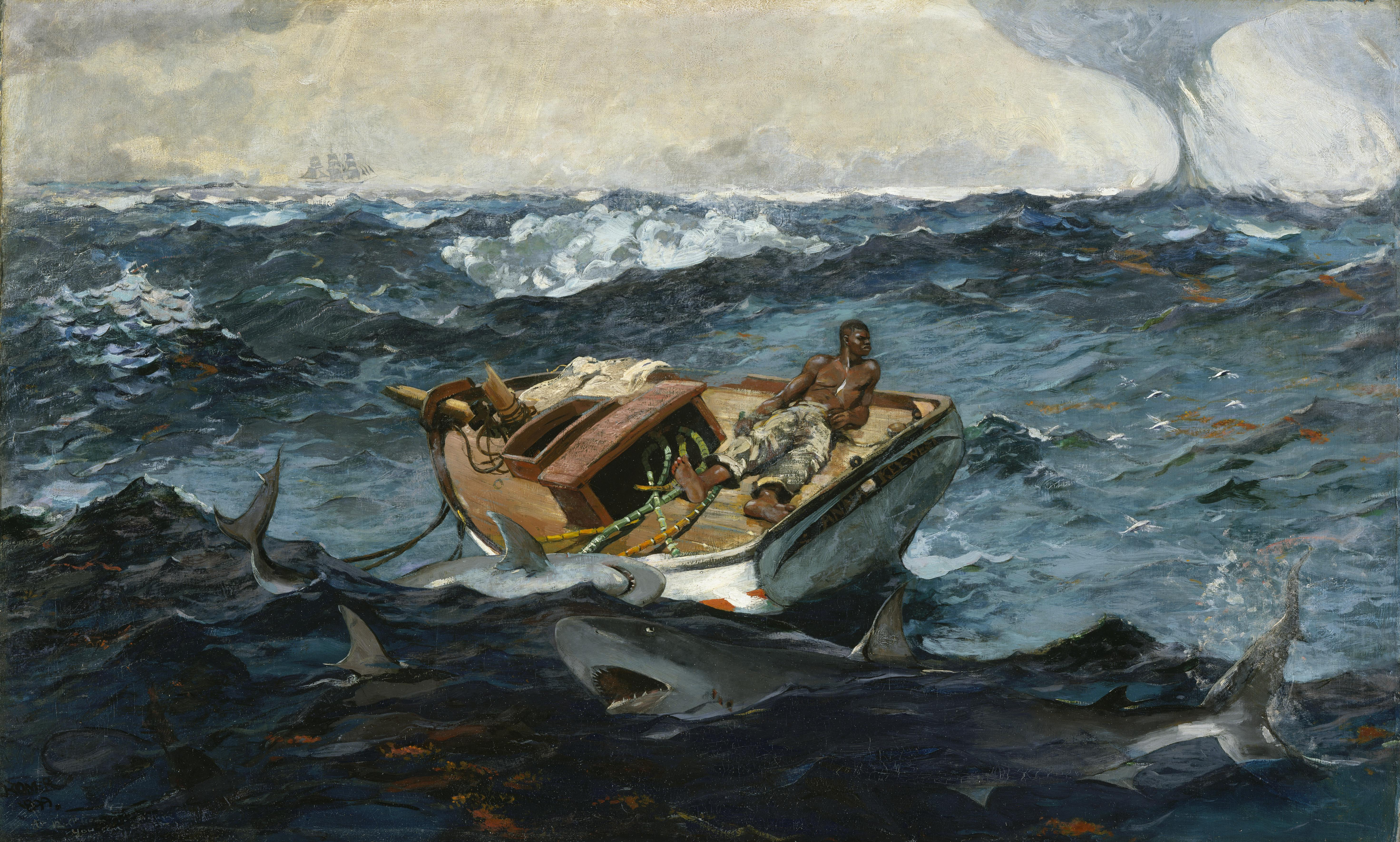
The Gulf Stream (1899), Winslow Homer

Las figuras centrales recuerdan pinturas de artistas barrocos como Pedro Pablo Rubens, a quien Curry estudió. Adams escribió que el padre cambiante se parecía a Adonis en la pintura Venus y Adonis de Rubens de 1635, mientras que la historiadora del arte Karla Ann Marling describió al padre como «Miguel Ángel»; Marling también comparó a la madre y al bebé como la Virgen con el Niño.
Tornado sobre Kansas es una de las primeras pinturas estadounidenses que presenta un tornado como su elemento central. Los precedentes incluyen la tromba marina en el fondo de The Gulf Stream de 1899 de Winslow Homer, pero ese vórtice solo juega un papel secundario para los tiburones que dominan el primer plano. Un precedente directo pero no pictórico es el tornado en la novela de 1900 de L. Frank Baum El maravilloso mago de Oz, que también golpea una granja de Kansas. Además, el tornado de la pintura es considerado por su precisión física, un logro que probablemente fue ayudado por descripciones y fotografías de primera mano.
Tornado sobre Kansas es visto como una secuela de Bautismo en Kansas del mismo Curry de 1928, aunque el primero se considera visual y psicológicamente más dramático que el segundo. Las dos obras comparten escenarios similares, y en ambas, grupos de figuras abarrotadas en los primeros planos crean una sensación de claustrofobia (que Curry sufría) mientras que los fondos casi vacíos evocan agorafobia. Se pueden encontrar más similitudes en sus patrones de forma fundamentales: invertir el tanque de agua y el molino de viento en Bautismo en Kansas da como resultado una «forma en espiral» que se asemeja al tornado en Tornado sobre Kansas.

## Recepción y procedencia
La pintura tuvo buena recepción de la crítica cuando se exhibió por primera vez en 1930 en el Whitney Studio Club, donde ganó un premio de segundo lugar. Recibió otro premio de segundo lugar en la exposición Carnegie International de 1933 en Pittsburgh. Una muestra del trabajo de Curry de 1931 en Wichita, Kansas, tuvo menos éxito. Dos años más tarde, un artículo de Time sobre la exposición describió el tornado de Curry como una «cornucopia gigante» y escribió que los habitantes de Kansas encontraron la pintura «poco cívica». Marling explicó esta reacción negativa al decir que los lugareños no querían ver «[su estado expuesto] al oprobio debido a un tornado o dos», especialmente por un artista nativo del estado. Por ejemplo, Elsie Nuzman Allen, la esposa coleccionista de arte del exgobernador de Kansas Henry Justin Allen, se quejó de que Curry pintaba ciclones y otros «temas extraños» en lugar de «las glorias de su estado natal».
En 1934, la revista Time presentó una reproducción en color de la pintura como parte de un artículo sobre la escena artística estadounidense contemporánea. Describió a Curry como el «pintor más grande de Kansas» y Tornado sobre Kansas como una de sus obras más famosas. El artículo señaló que muchos habitantes de Kansas estaban irritados por sus pinturas, ya que creían que el tema «[era] mejor no tocarlo». Debido a los 485 000 lectores de la revista durante la década de 1930, ayudó a dar a las obras regionalistas un alcance nacional, y al mismo tiempo, provocó resentimiento entre algunos por la repentina popularidad del movimiento artístico. Por ejemplo, el pintor modernista estadounidense Stuart Davis se opuso a la representación de Time de Tornado sobre Kansas y otras pinturas regionalistas. En 1935, Davis incluso acusó a Curry de comportarse «como si la pintura fuera una diversión para los aficionados, que se exhibiría en las ferias del condado». Dicha opinión, fue compartida por críticos, historiadores e incluso algunos de los propios amigos de Curry consideraron que sus pinturas eran «laboriosas, convencionales o vergonzosas».
En 1931 el corredor de bienes raíces H. Tracy Kneeland ofreció comprar la pintura. En una carta a Curry, Kneeland explicó su atracción por el trabajo:

Encuentro [...] una cierta cualidad nativa que me interesa porque nací y crecí en Michigan y, aunque nunca he visto un tornado de este tipo, recuerdo bien que dejaron salir la escuela y corrieron por mi querida vida, con las ramas arrancadas de los árboles [...] la imagen completa parece tocar una fibra sensible en mí.

Sin embargo, Tornado sobre Kansas fue adquirido en 1935 por la Galería de Arte Hackley (ahora Museo de Arte Muskegon) de las Galerías Ferargil, quien su propietario Maynard Walker apoyó las obras de Curry durante la década de 1930.
Laurence Schmeckebier escribió en su biografía de Curry de 1943 que Tornado sobre Kansas era «la pintura más conocida y en muchos sentidos su mejor pintura» del artista. El trabajo fue ampliamente reproducido en encuestas de arte estadounidense publicadas en las décadas de 1930 y 1940. Ha aparecido en más de 150 publicaciones, incluido el primer número de la revista Life de 1936, y la película Twister de 1996. Debido a su importancia artística y cultural, Tornado sobre Kansas fue descrito por el Muskegon Museum of Art como un «tesoro nacional» y una obra que define la carrera de Curry y el movimiento regionalista.